# خلة شيطانية
الخلة أو الخِلَّة الشيطانية أو الخِلَّة الكبيرة أو سَدَا (باللاتينية: Ammi majus) نوع نباتي ينتمي إلى جنس الخلة من الفصيلة الخيمية.

## البيئة والانتشار
موطن هذا النوع بلاد الشام ومصر والمغرب العربي وشبه الجزيرة العربية وحوض البحر الأبيض المتوسط وينتشر دخيلًا في بعض مناطق أوروبا.

## الوصف النباتي
نبات عشبي بري زراعي يبلغ ارتفاعه 20-80 سم ساقه مرداء بنية اللون نحيلة متفرعة مخددة أوراقه بيضوية الشكل والأوراق السفلى مجموعة على أعناق طويلة مفصصة إلى قطع مستطيلة أو رمحية مسننة الحواف، أزهاره بيضاء اللون، ثماره نورية طرفية خيمية مركبة بنية اللون وجهها الأمامي منبسط وتنفرط النورة عند تمام نضجها وتسقط على الأرض.

## الفوائد الاقتصادية
تستعمل بذورها الجافة التي تحتوي على مادة الأمويدين في معالجة بعض الأمراض الجلدية وخاصة البهق

## معرض صور

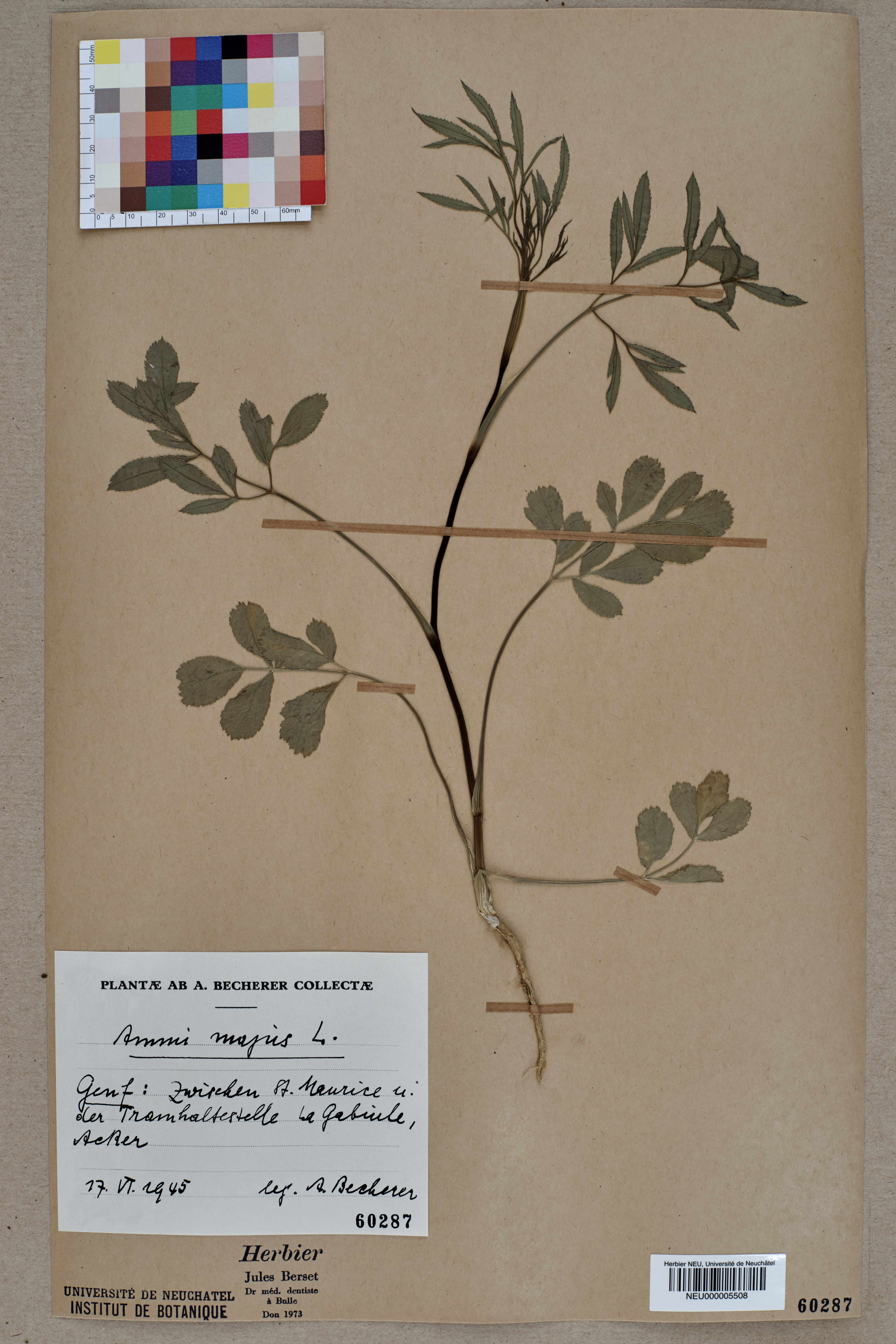
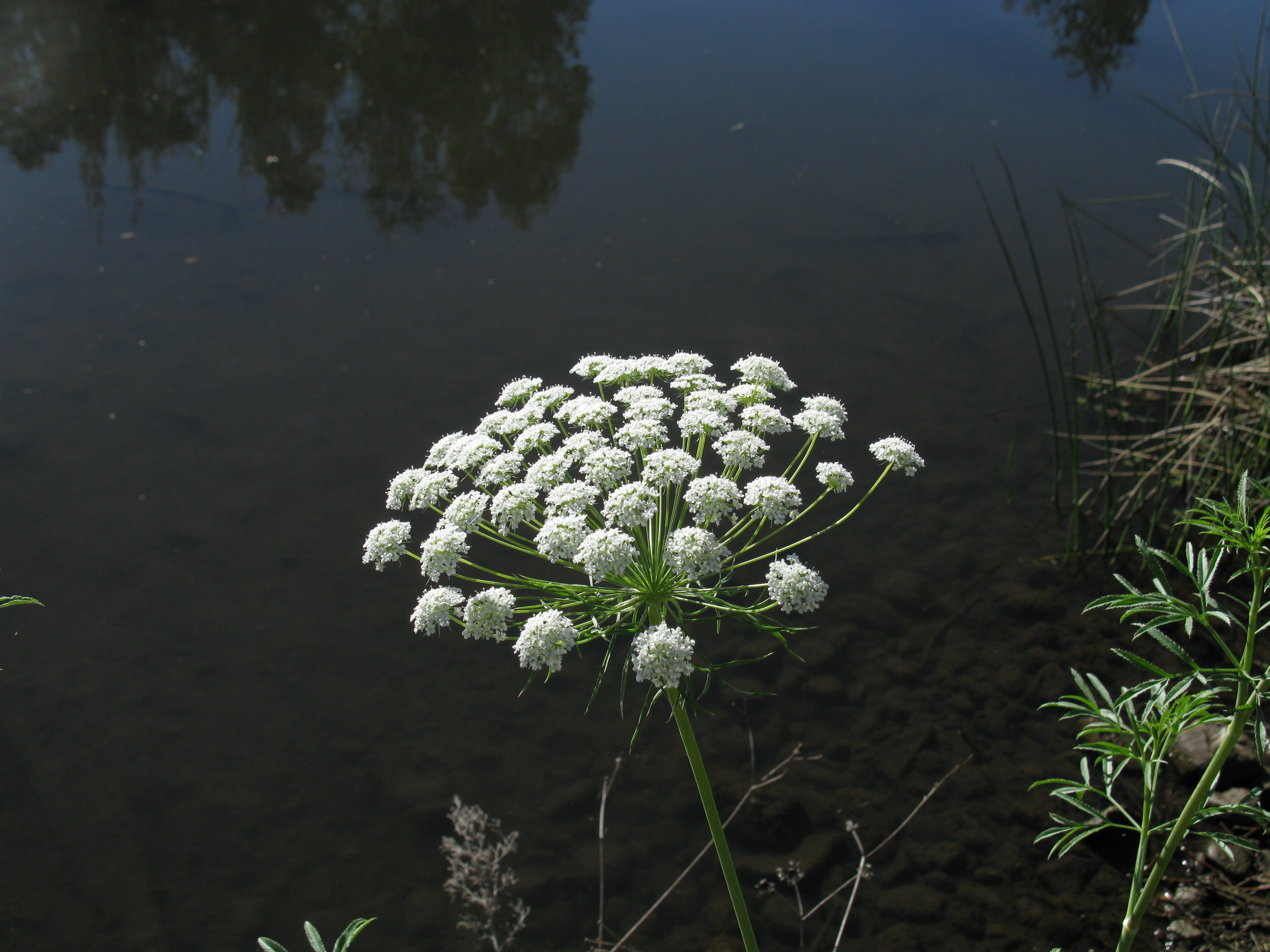
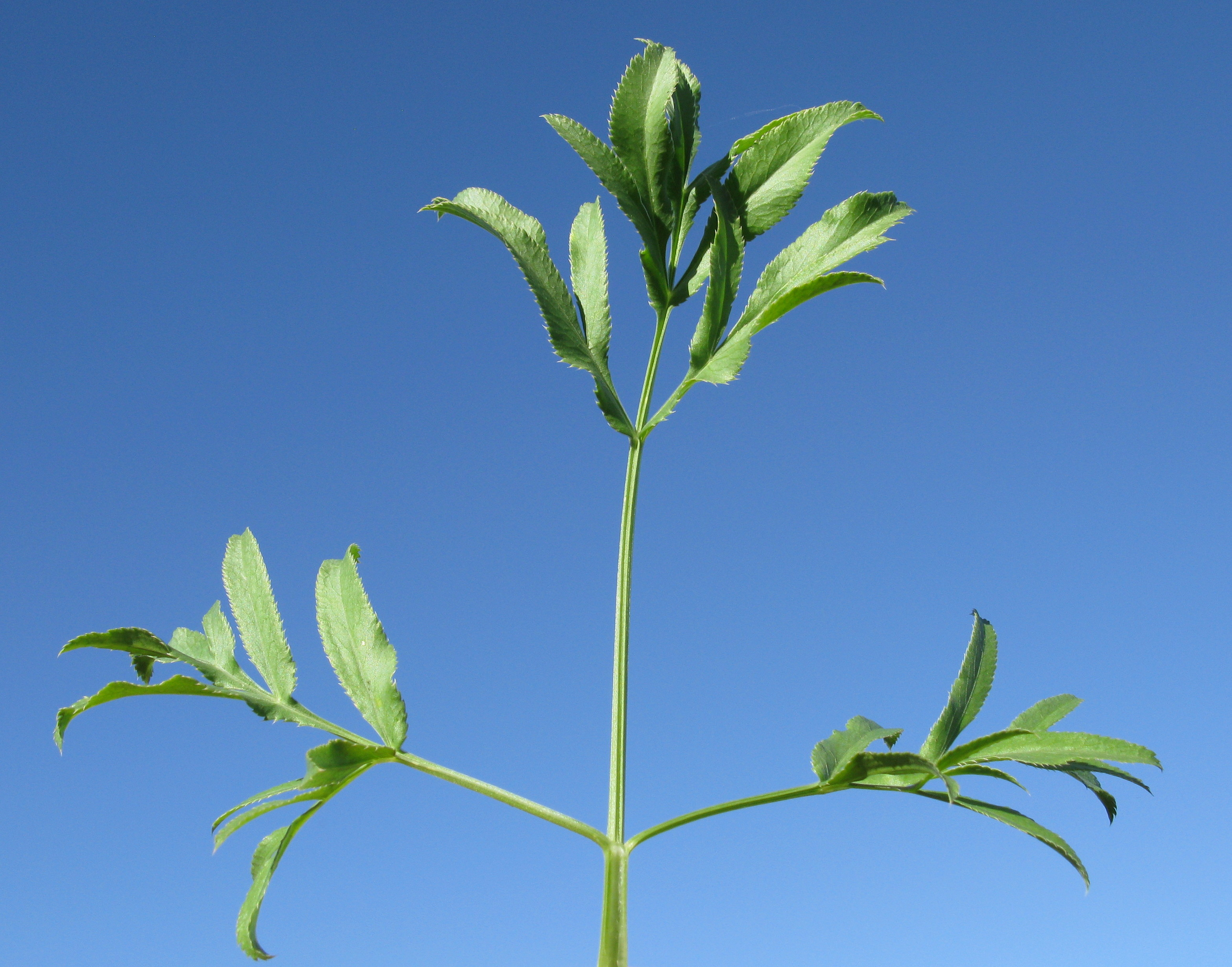